# أنطونيو لوبو أنتونيس
أنطونيو لوبو أنتونيس (بالبرتغالية: António Lobo Antunes) هو طبيب نفسي وكاتب طبي برتغالي، ولد في 1 سبتمبر 1942 في لشبونة في البرتغال.

## وصلات خارجية
- أنطونيو لوبو أنتونيس على موقع IMDb (الإنجليزية)
- أنطونيو لوبو أنتونيس على موقع مونزينجر (الألمانية)
- أنطونيو لوبو أنتونيس على موقع ميوزك برينز (الإنجليزية)
- أنطونيو لوبو أنتونيس على موقع ديسكوغز (الإنجليزية)